# Koaxial (Schusswaffe)

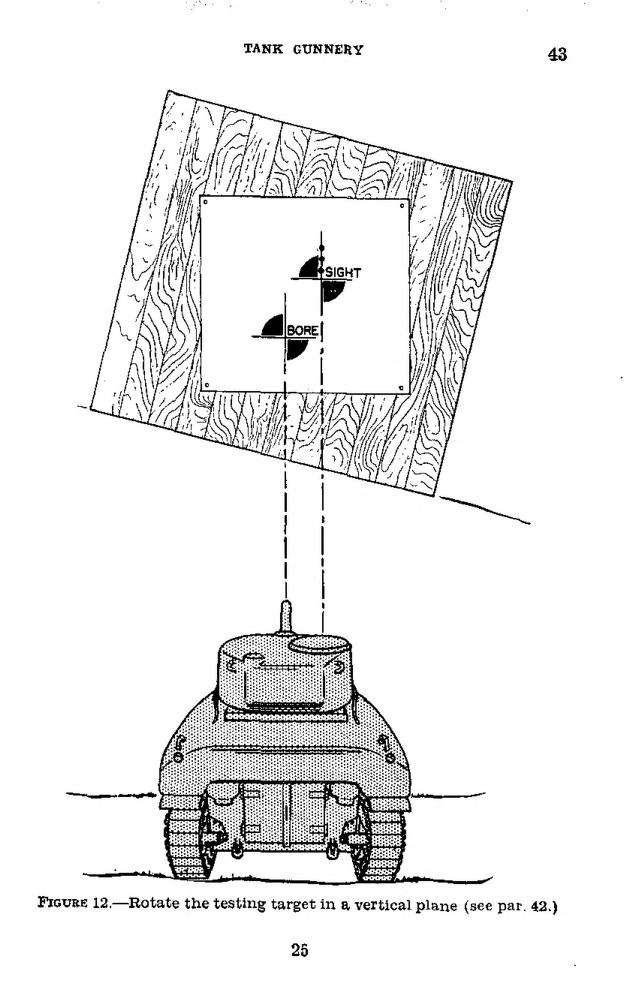
Einrichtungsvorschrift FM 17-12 Armored Force Field Manual Tank Gunnery.
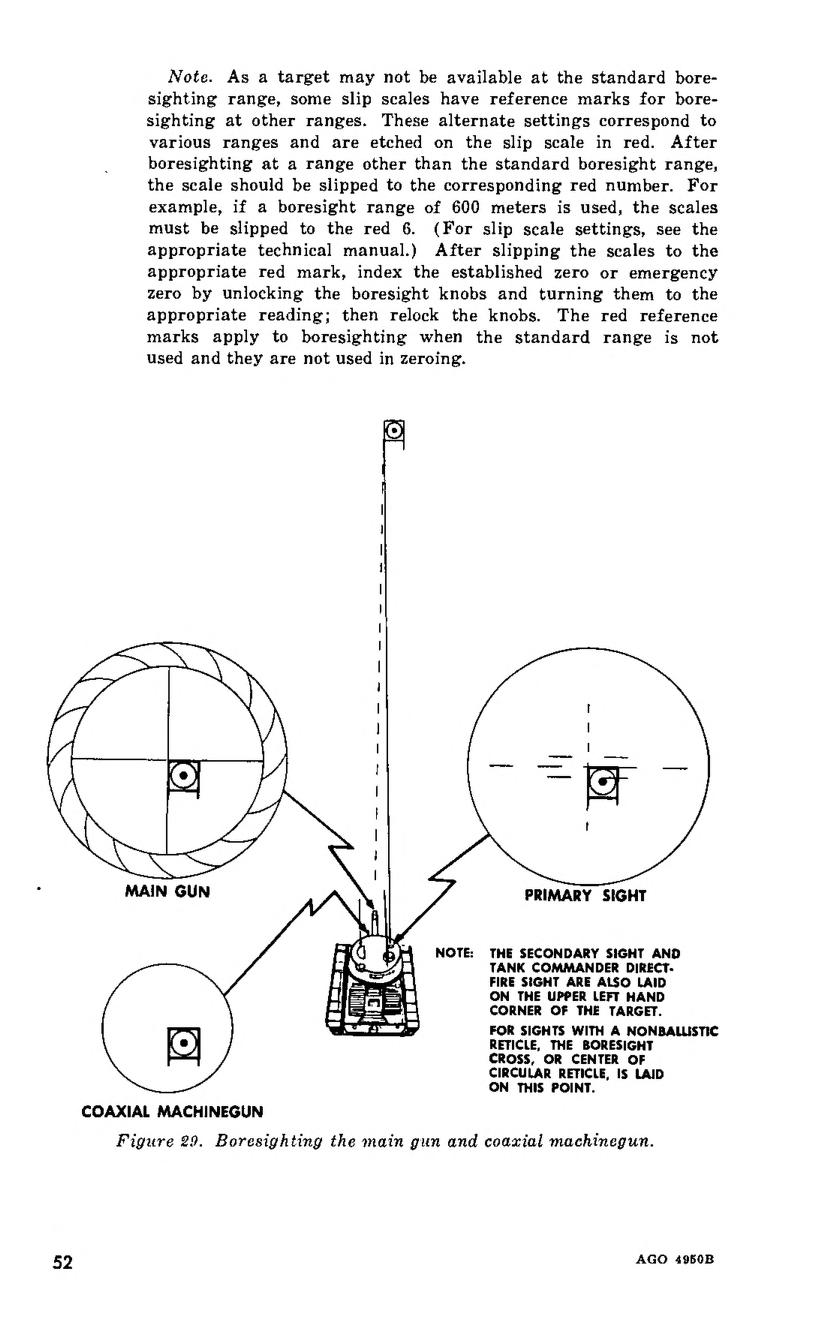
Einrichtungsvorschrift FM 17-12 Boresighting the main gun and coaxial machinegun.
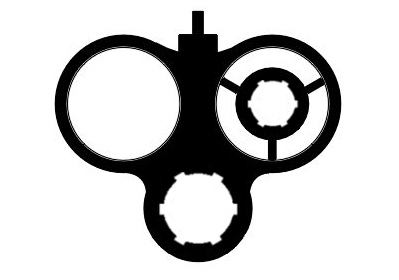
Klassischer Drilling mit Einstecklauf.
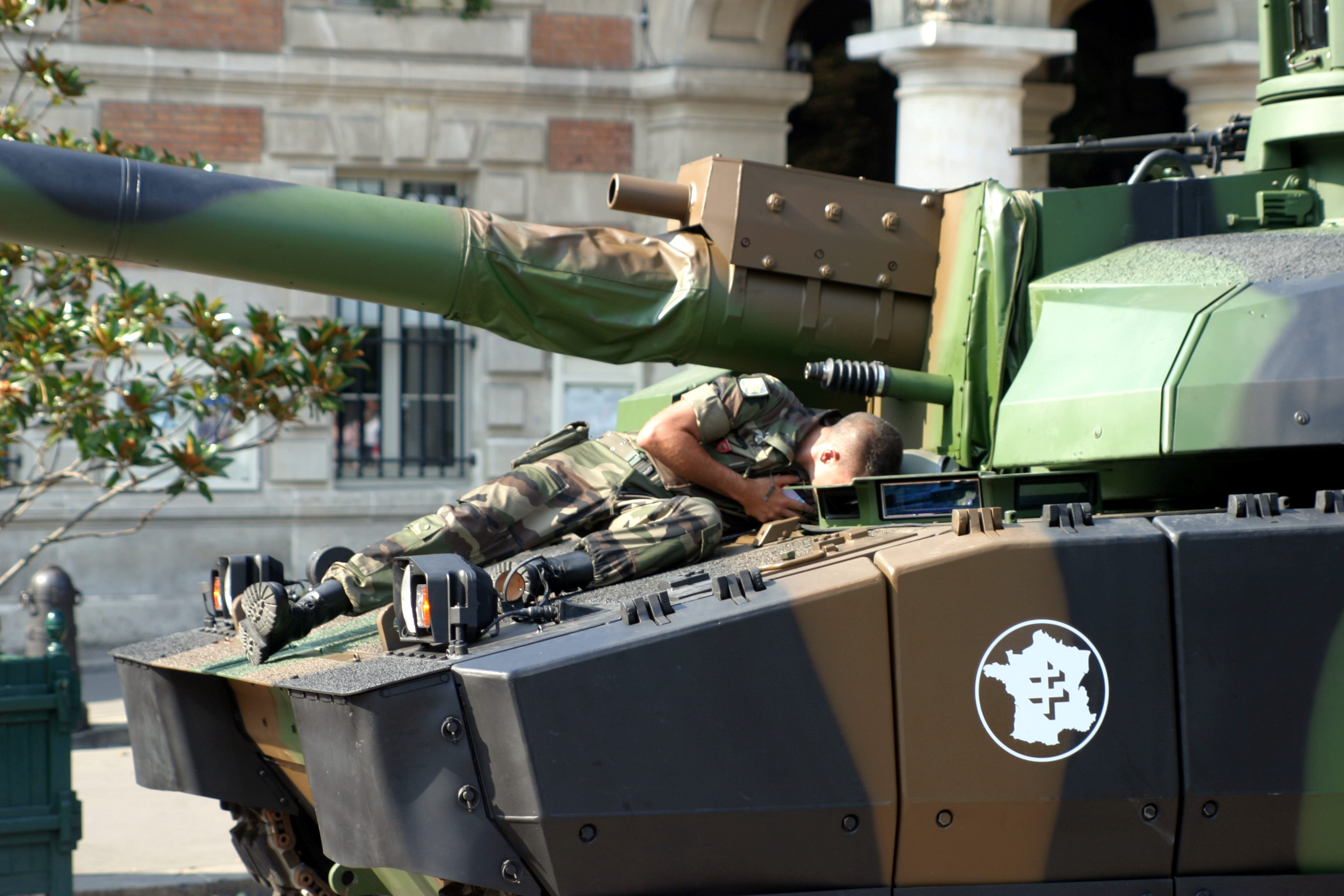
Ein Panzer, Typ Leclerc, mit einem koaxial neben der Hauptkanone montierten Maschinengewehr

Die Bezeichnung koaxial bei Schusswaffen bezeichnet eine Anordnungsart bei Waffensystemen, wobei die Visierlinie und weitere Waffen zum gleichen Zielpunkt zur Hauptwaffe ausgerichtet sind. Diese Anordnung eröffnet die Möglichkeit, für die so angeordneten Läufe eine gemeinsame Zielvorrichtung zu nutzen. Die Anordnung ist praktischer Kompromiss, bei dem bisweilen strittig ist, ob achsparallel bzw. paraxial und nicht im Sinne des geometrischen Begriffs koaxial gemeint ist. 
Bei Panzerfahrzeugen mit großkalibrigen Hauptwaffen ist die Sekundärwaffe meist ein Maschinengewehr. Beispiele für Panzer sind der M1 Abrams und der Leclerc. Für eine ausreichende Treffergenauigkeit von Primär- und Sekundärwaffe sind in der Zielvorrichtung jeweils Korrekturen notwendig:
- Höhenkorrekturen erreichen bei Kalibern unterschiedlicher ballistischer Eigenschaften die gleiche Treffpunktlage.
- Seitenkorrekturen gleichen bei parallel ausgerichteten Läufen den Seitenabstand der Läufe aus, um auf die gleiche Treffpunktlage zu kommen.

Weiter führen Fertigungstoleranzen, Materialspannungen, Bettungen und Abnutzung dazu, dass die zwei Schusswaffen in den seltensten Fällen bezüglich ihrer Treffpunktlage identisch sind.
Koaxialität im Sinne der Rotationsachsen-Bedeutung ergibt sich, wenn Einsteckläufe bei Schusswaffen verwendet werden. Diese Art der Kaliberreduzierung ist insbesondere bei kombinierten Waffen verbreitet. 